# Стрільба на літніх Олімпійських іграх 2016 — трап (чоловіки)
Змагання зі стендової стрільби в дисципліні трап серед чоловіків на літніх Олімпійських іграх 2016 року пройшли 7-8 серпня на Національному стрілецькому центрі Ріо. У змаганнях брали участь 33 спортсмени.

## Розклад змагань
Час місцевий (UTC−3)
| Дата              | Час                     | Раунд           |
| ----------------- | ----------------------- | --------------- |
| 7 серпня 8 серпня | 09:30–14:00 09:30–12:30 | Кваліфікація    |
| 8 серпня          | 15:00–16:00             | Фінальний раунд |

## Призери
| Золото                     | Срібло                     | Бронза                        |
| Йосип Гласнович · Хорватія | Джованні Пелльєло · Італія | Едвард Лінг · Велика Британія |

## Зміни у форматі
В січні 2013 року Міжнародна федерація спортивної стрільби прийняла нові правила проведення змагань на 2013—2016 роки, які, зокрема, змінили порядок проведення фіналів. Спортсменки, що пройшли до фіналу, тепер розпочинають вирішальний раунд без очок, набраних у кваліфікації. У стендовій стрільбі з'явився півфінальний раунд, за підсумками якого два стрільці, які показали найкращий результат, виходять до фіналу, де визначають володаря золотої медалі. За бронзову медаль продовжують боротьбу стрільці, які показали за підсумками півфіналу третій і четвертий результат.

## Змагання

### Кваліфікація
В кваліфікаційних змаганнях спортсмени виконують 5 серій по 25 пострілів. В півфінал проходять 6 спортсменів, які показали кращий результат.
| Місце | Спортсмен              | Країна                             | 1  | 2  | 3  | День 1 | 4  | 5  | Загалом | Пере-стрілка | Нотатки |
| ----- | ---------------------- | ---------------------------------- | -- | -- | -- | ------ | -- | -- | ------- | ------------ | ------- |
| 1     | Джованні Пелльєло      | Італія (ITA)                       | 24 | 25 | 24 | 73     | 24 | 25 | 122     |              | Q       |
| 2     | Едвард Лінг            | Велика Британія (GBR)              | 24 | 24 | 25 | 73     | 23 | 24 | 120     |              | Q       |
| 3     | Йосип Гласнович        | Хорватія (CRO)                     | 25 | 22 | 25 | 72     | 25 | 23 | 120     |              | Q       |
| 4     | Ахмед Камар            | Єгипет (EGY)                       | 23 | 23 | 24 | 70     | 24 | 25 | 119     |              | Q       |
| 5     | Давид Костелецький     | Чехія (CZE)                        | 23 | 25 | 24 | 72     | 23 | 23 | 118     |              | Q       |
| 6     | Массімо Фаббріці       | Італія (ITA)                       | 25 | 25 | 25 | 75     | 21 | 22 | 118     |              | Q       |
| 7     | Олексій Аліпов         | Росія (RUS)                        | 21 | 22 | 25 | 68     | 24 | 25 | 117     |              |         |
| 8     | Халеф Аль-Мудхаф       | Незалежні олімпійські атлети (IOA) | 24 | 24 | 22 | 70     | 22 | 25 | 117     |              |         |
| 9     | Джованні Церногораз    | Хорватія (CRO)                     | 23 | 21 | 23 | 67     | 25 | 24 | 116     |              |         |
| 10    | Максим Мотте           | Бельгія (BEL)                      | 23 | 22 | 23 | 68     | 24 | 24 | 116     |              |         |
| 11    | Веса Торнроос          | Фінляндія (FIN)                    | 22 | 23 | 24 | 69     | 24 | 23 | 116     |              |         |
| 12    | Адам Велла             | Австралія (AUS)                    | 24 | 22 | 23 | 69     | 21 | 25 | 115     |              |         |
| 13    | Явуз Ільнам            | Туреччина (TUR)                    | 24 | 23 | 24 | 71     | 20 | 24 | 115     |              |         |
| 14    | Абдулрахман Аль-Файхам | Незалежні олімпійські атлети (IOA) | 24 | 23 | 20 | 67     | 25 | 23 | 115     |              |         |
| 15    | Роберто Шмітс          | Бразилія (BRA)                     | 24 | 24 | 23 | 71     | 21 | 23 | 115     |              |         |
| 16    | Манавжит Сінгх Сандху  | Індія (IND)                        | 23 | 23 | 22 | 68     | 25 | 22 | 115     |              |         |
| 17    | Альберто Фернандес     | Іспанія (ESP)                      | 24 | 23 | 22 | 69     | 25 | 21 | 115     |              |         |
| 18    | Маріан Ковачоци        | Словаччина (SVK)                   | 24 | 21 | 22 | 67     | 23 | 24 | 114     |              |         |
| 19    | Кінан Ченай            | Індія (IND)                        | 22 | 23 | 22 | 67     | 24 | 23 | 114     |              |         |
| 20    | Едуардо Лоренцо        | Домініканська Республіка (DOM)     | 22 | 22 | 24 | 68     | 24 | 22 | 114     |              |         |
| 21    | Ерік Варга             | Словаччина (SVK)                   | 23 | 23 | 23 | 69     | 24 | 21 | 114     |              |         |
| 22    | Боштян Мачек           | Словенія (SLO)                     | 22 | 22 | 22 | 66     | 24 | 23 | 113     |              |         |
| 23    | Гленн Кейбл            | Фіджі (FIJ)                        | 23 | 22 | 22 | 67     | 22 | 23 | 112     |              |         |
| 24    | Абдель Азіз Мехельба   | Єгипет (EGY)                       | 23 | 20 | 23 | 66     | 24 | 22 | 112     |              |         |
| 25    | Ян Куньпі              | Китайський Тайбей (TPE)            | 23 | 21 | 20 | 64     | 22 | 24 | 110     |              |         |
| 26    | Мітчелл Айлз           | Австралія (AUS)                    | 20 | 23 | 22 | 65     | 22 | 23 | 110     |              |         |
| 27    | Даніло Каро            | Колумбія (COL)                     | 25 | 21 | 21 | 67     | 21 | 22 | 110     |              |         |
| 28    | Франсіско Боса         | Перу (PER)                         | 22 | 20 | 20 | 62     | 24 | 23 | 109     |              |         |
| 29    | Ердінч Кебапчі         | Туреччина (TUR)                    | 24 | 18 | 24 | 66     | 22 | 20 | 108     |              |         |
| 30    | Мохамед Рама           | Марокко (MAR)                      | 22 | 18 | 24 | 64     | 21 | 21 | 106     |              |         |
| 31    | Фернандо Борелло       | Аргентина (ARG)                    | 21 | 22 | 18 | 61     | 21 | 23 | 105     |              |         |
| 32    | Стефано Селва          | Сан-Марино (SMR)                   | 23 | 20 | 14 | 57     | 22 | 23 | 102     |              |         |
| 33    | Жоау Паулу де Сілва    | Ангола (ANG)                       | 21 | 18 | 22 | 61     | 18 | 19 | 98      |              |         |

### Півфінал
У півфіналі стрільці виконують по 15 пострілів. У фінал проходять 2 спортсмени, які показали найкращий результат.
| Місце | Спортсмен          | Країна                | Загалом | Пере-стрілка | Нотатки        |
| ----- | ------------------ | --------------------- | ------- | ------------ | -------------- |
| 1     | Йосип Гласнович    | Хорватія (CRO)        | 15      |              | Матч за золото |
| 2     | Джованні Пелльєло  | Італія (ITA)          | 14      |              | Матч за золото |
| 3     | Давид Костелецький | Чехія (CZE)           | 13      |              | Матч за бронзу |
| 4     | Едвард Лінг        | Велика Британія (GBR) | 12      | +3           | Матч за бронзу |
| 5     | Ахмед Камар        | Єгипет (EGY)          | 12      | +2           |                |
| 6     | Массімо Фаббріці   | Італія (ITA)          | 11      |              |                |

### Фінал
| Місце | Спортсмен          | Країна                | Загалом | Пере-стрілка | Нотатки |
| ----- | ------------------ | --------------------- | ------- | ------------ | ------- |
| 1     | Йосип Гласнович    | Хорватія (CRO)        | 13      | +4           |         |
| 2     | Джованні Пелльєло  | Італія (ITA)          | 13      | +3           |         |
| 3     | Едвард Лінг        | Велика Британія (GBR) | 13      |              |         |
| 4     | Давид Костелецький | Чехія (CZE)           | 9       |              |         |